# Улуковский сельсовет
Улуковский сельсовет (бел. Улу́каўскі сельсавет) — административная единица на территории Гомельского района Гомельской области Республики Беларусь. Административный центр — агрогородок Улуковье.

## История
В состав Улуковского сельсовета до 1962 года входили ныне не существующие посёлок Назарет и деревня Новый Двор. 
Деревня Новый Двор включена в состав деревни Головинцы.
1 марта 2010 года посёлок Красный Маяк включён в состав Гомеля.

## Состав
Улуковский сельсовет включает 14 населённых пунктов:
- Берёзки — деревня
- Будатин — посёлок
- Головинцы — деревня
- Ерохово — посёлок
- Залядье — посёлок
- Знамя Труда — посёлок
- Ильич — посёлок
- Ипуть — посёлок
- Медвежий Лог — посёлок
- Победа — посёлок
- Приозёрный — посёлок
- Романовичи — деревня
- Улуковье — агрогородок
- Юбилейный — посёлок

Упразднённые населённые пункты: 
- Красный Маяк — посёлок

## Достопримечательность
- Братская могила советских воинов (3,5 км от посёлка Ильич в урочище Боровая)

#### Памятник, скульптура
В Урочище «Боровая» на территории Специализированного лицея при университете гражданской защиты МЧС Республики Беларусь расположены:
- Памятник-самолёт Ан-2
- Памятник-вертолёт Ми-2СХ
- Памятник-вертолёт Ми-8